# واتانابه جوتارو
واتانابه جوتارو (به ژاپنی: (渡辺 錠太郎, Watanabe Jōtarō); ۱۶ آوریل ۱۸۷۴ – ۲۶ فوریهٔ ۱۹۳۶) ژنرال نیروی زمینی امپراتوری ژاپن در دوره شووا و یکی از قربانیان حادثه ۲۶ فوریه بود.